# Țest
Țestul este un obiect de lut ars sau de fontă de forma unui clopot, cu care se acoperă pâinea, mălaiul etc. puse la copt pe vatra încinsă. Procedeul de coacere a pâinii cu țestul se păstrează în unele regiuni ale României încă din antichitate (vezi testum-ul roman).

## Legături externe
- Un tânăr student a reinventat tradiția pâinii la țest - agerpres.ro Arhivat în 4 iulie 2015, la Wayback Machine., accesat pe 13 martie 2015